# Precisiefermentatie

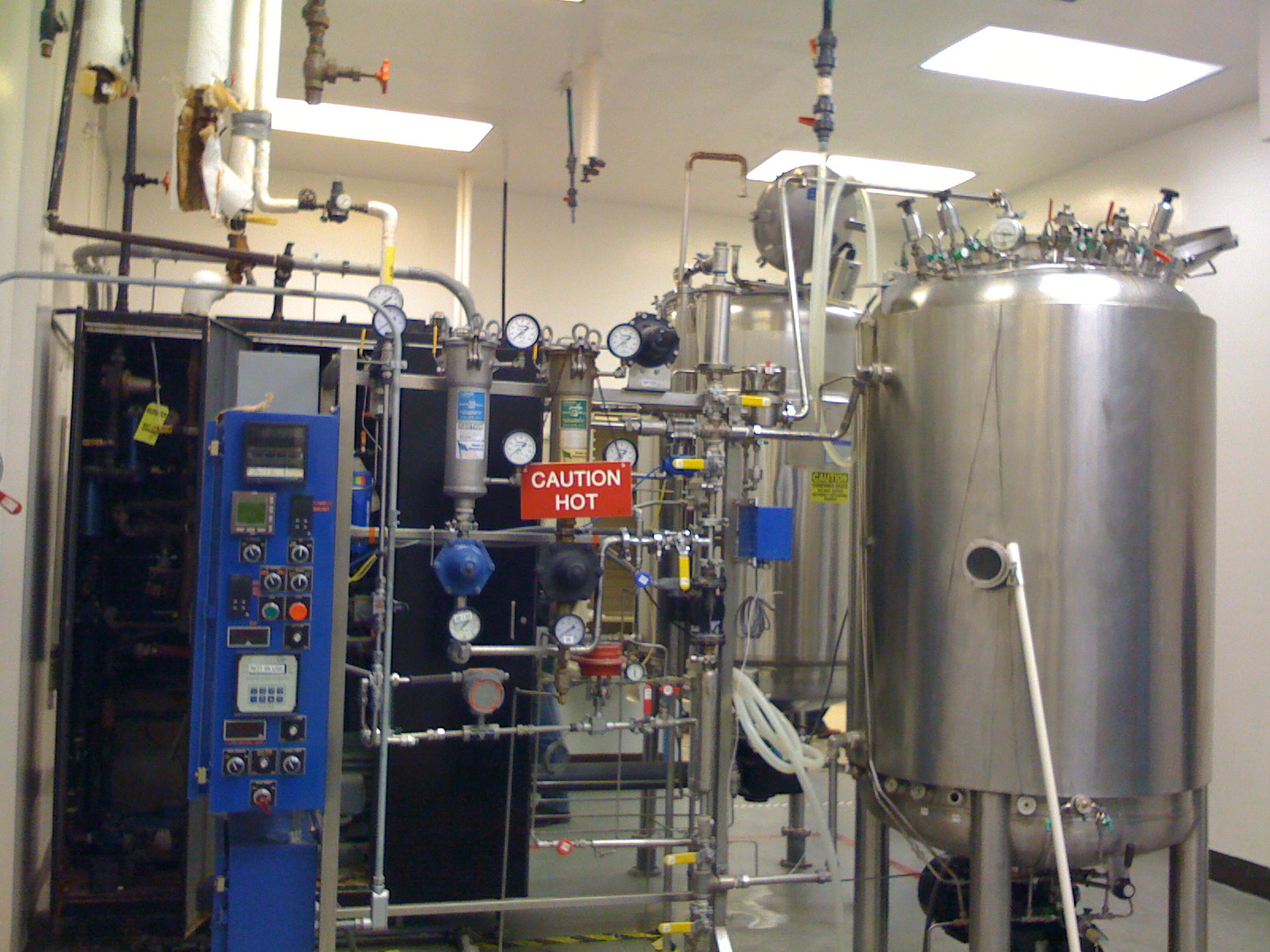
Bioreactoren voor bacteriële fermentatie voor de productie van vaccins.

Precisiefermentatie is een biotechnisch productieproces dat micro-organismen gebruikt om specifieke functionele ingrediënten te produceren. Precisie verwijst naar genetische modificatie en fermentatie naar het proces van micro-organismen om organische moleculen te creëren.
Bij precisiefermentatie worden de micro-organismen geprogrammeerd om kleine productiefabrieken te zijn. Deze micro-organismen kunnen worden gebruikt om hoogwaardige eiwitverbindingen te produceren zonder traditionele veeteelt. Precisiefermentatie wordt gebruikt om insuline te produceren voor diabetici en stremsel voor kaas. Met precisiefermentatie kan men aanpasbare, complexe organische moleculen maken uit eenvoudige micro-organismen of microben. Hierbij programmeren wetenschappers microben om specifieke, aangepaste moleculen te maken, inclusief het maken van vleesvervangers die hetzelfde smaken, maar minder belastend zijn voor het milieu.

## Toepassingen
Productie van het hemoglobine eiwit, een ijzerhoudend eiwit in bloed. Hiervoor is het gen dat het soja-leghemoglobine-eiwit codeert uit de sojaplant gehaald en in een gistsoort geplaatst, genaamd Pichia pastoris. Dit gemodificeerde gist wordt gevoed met suiker en mineralen, waardoor deze groeit en zich vermenigvuldigt en de Heemverbinding produceert voor een fractie van de energie, het grondgebruik en de tijd in vergelijking tot vlees en zelfs soja. Dit wordt toegepast in vleesvervangende hamburgers.

## Elektrische fermentatie
Elektrische fermentatie kan een variant zijn van precisiefermentatie om eiwitten voor vleesvervangers te produceren. Hierbij worden Elektrische stroom, CO2, waterstof en eventuele andere mineralen en elementen zoals stikstof gebruikt om micro-organisme door middel van fermentatie eiwitten voor menselijke voeding te laten produceren. Bij dit proces worden exoëlektrogene bacteriën gebruikt voor de fermentatie, deze werken door middel van elektrolyse die aan de fermentor zijn toegevoegd.